# Bernard MacLaverty
Bernard MacLaverty (Belfast, 14 settembre 1942) è uno scrittore britannico.

## Biografia
Nato e cresciuto a Belfast, si è trasferito nel 1975 in Scozia, dove vive attualmente. È noto principalmente per i due romanzi Lamb (1980) e Cal (1983). Da entrambi sono stati tratti adattamenti cinematografici.
Donna al piano (Grace Notes) è stato selezionato tra i finalisti del Booker Prize del 1997.

## Opere
- Secrets & Other Stories (1977)
- Lamb (1980)
- A Time to Dance & Other Stories (1982)
- Cal (1983)
- The Great Profundo & Other Stories (1987)
- Walking the Dog & Other Stories (1994)
- Donna al piano (Grace Notes, 1997)
- The Anatomy School (2001)
- Matters of Life & Death & Other Stories (2006)